# Heilingbrunnerschule
Die Heilingbrunnerschule (auch: Grundschule an der Heilingbrunnerstraße, Knabenschule) ist eine Grundschule in Bad Reichenhall.
Das Gebäude steht unter Denkmalschutz und ist unter der Nummer D-1-72-114-36 in die Bayerische Denkmalliste eingetragen.

## Geschichte
Die Grundschule wurde von 1907 bis 1908 durch Johann Miller errichtet. Gottfried Heilingbrunner drängte damals auf die Errichtung einer Schule in Bad Reichenhall, zu der Zeit fand der Unterricht in Räumen des Rathauses und des Feuerwehrhauses statt. Heilingbrunner war von 1870 bis 1906 Lehrer in Bad Reichenhall, nach ihm ist auch die Straße benannt, an der sich die Schule befindet.
Im Zweiten Weltkrieg diente die Schule ab 1944 auch als Lazarett. Unter den dort behandelten Verwundeten befand sich der Schriftsteller Dieter Wellershoff, der seine Erlebnisse vom Kriegswinter 1944/45 in Bad Reichenhall in seinem Werk „Der Ernstfall“ schilderte. Nach Kriegsende wurde die Schule ein Durchgangslager für Flüchtlinge und Heimatvertriebene.
Zwischen 1954 und 1956 wurde der ursprüngliche Bau um ein Stiegenhaus und um drei Fensterachsen erweitert und darin die Berufsschule untergebracht. Im Erdgeschoss finden zudem viele Abendkurse und Seminare der Volkshochschule und der Musikschule statt.

## Beschreibung

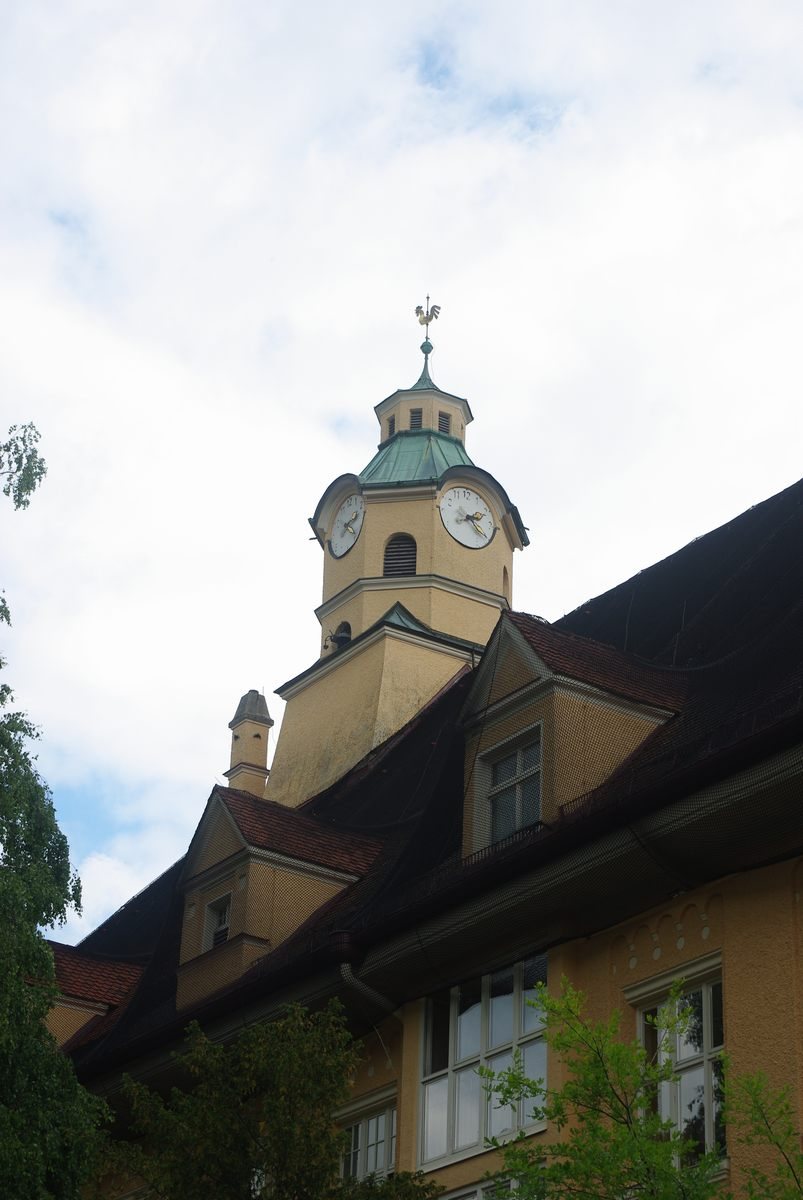
Uhrturm der Heilingbrunnerschule

Beim Schulgebäude der Heilingbrunnerschule handelt es sich um einen dreigeschossigen Gruppenbau in modern-historisierender Form mit Walmdächern, Erkertürmchen, Dachreitern, einem Uhrturm und einer rückwärts angeschlossenen Turnhalle.
Der „recht ernste“ Jugendstilbau wurde von 1907 bis 1908 durch Johann Miller erbaut.